# 薩特雷
39°55′52″N 48°22′11″E / 39.93111°N 48.36972°E

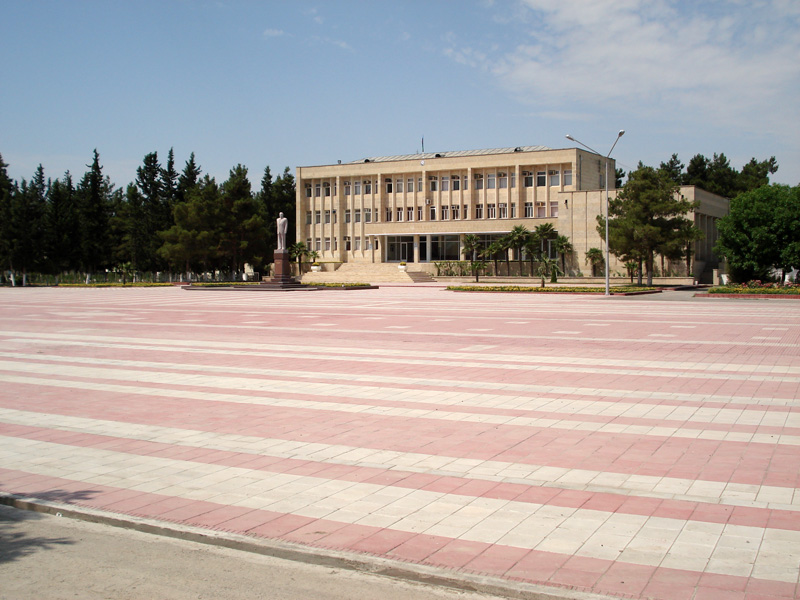
薩特雷

薩特雷（Saatlı）是阿塞拜疆的城鎮，也是薩特雷區的首府，位於該國東部阿拉斯河右岸，距離首都巴庫180公里，處於海平面以下9米，2010年人口18,610。

## 外部連結
- World Gazetteer: Azerbaijan（页面存档备份，存于） – World-Gazetteer.com